# Doktor Živago (film)
Doktor Živago je ameriško-italijanski film iz leta 1965. Posnet je po istoimenskem romanu ruskega dobitnika Nobelove nagrade Borisa Pasternaka, v njemu pa se prepletajo ljubezenska zgodba in kruti časi oktobrske revolucije.

## Vsebina
Film se začne, ko mlado dekle privedejo pred generala Yevgrafa Živaga. Ta ji razloži, da domneva, da je ona njegova nečakinja.  Nato ji začne pripovedovati zgodbo o  mlademu zdravniku in pesniku Juriju Živagu. Ko je še otrok mu umre mama, ki mu zapusti le svojo balalajko. Po njenem pogrebu  se preseli k svojim sorodnikom. Čez nekaj let se poroči s svojo mladostniško ljubeznijo Tonyo. Medtem na drugem koncu mesta živi Lara, ki je zaročena z mladim revolucionarjem Pasho Antipovim, ima pa tudi afero z ljubimcem svoje matere Victorom Komarovskyem. Nato pa poleti leta 1914 izbruhne prva svetovna vojna. 
Yuri na bojišču služi kot zdravnik, Lara pa kot medicinska sestra. Tam se tudi prvič srečata in postaneta dobra prijatelja, toda po koncu vojne se razideta. Jurij se nato vrne domov k svoji ženi in sinu Sashi. Tam izve, da njihovo družino oblasti preiskujejo zaradi sumljivih dejavnosti, zato se z vlakom odpravijo na družinsko posest Varykino v bližini Urala. Med postankom vlaka Jurij sreča Pasho, ki je sedaj eden izmed vodilnih generalov v ruski vojski. Ta Juriju pove, da Lara živi v bližnjem mestu Yuriatin. Ko družina končno prispe do Varykina najdejo na hiši tablo, ki prepoveduje vstop vanjo, saj je hiša zdaj last države. Ker jim ne preostane nič drugega, se naselijo v majhi koči za goste poleg hiše. Družina srečno živi do naslednje pomladi, ko Yuri v Yuriatinu po naključju sreča Laro. Takrat se med njima začne strastna afera, Lara pa mu služi tudi kot pesniška muza. Nekega dne izve, da je Tonya spet noseča, zato se odpravi k Lari, da bi prenehal z afero. Medtem ga zajamejo partizani in ga prisilijo k vstopu v vojsko, kjer služi kot zdravnik. Ko čez dve leti končno pobegne se vrne v Varykino, kjer najde prazno hišo, saj je njegova družina medtem imigrirala v Pariz. Obišče tudi Yuriatin, kjer ves srečen ugotovi, da Lara še vedno živi tu. Nato se preseli k njej in njeni hčerki. Jurij in Lara nadaljujeta s svojo afero, nekega dne pa se pred vrati nepričakovano pojavi Larin bivši ljubimec Victor Komarovsky. Ta ju opozori, da je Lara zaradi svojega zakona z Pasho, ki je zdaj znan kot general Strelnikov, v veliki nevarnosti. Družina se zato zateče v Varykino, ki je bil medtem odprt in je znotraj popolnoma zamrznjen. V »ledeni palači« začne Jurij pisati svoje znamenite pesmi, ki jih posveti Lari. Čez nekaj časa se Komarovsky zopet vrne in  jih obvesti, da so Pasho ubili in da je Lara zato v še večji nevarnosti. Jurij ji zato svetuje, da naj le sprejme Komarovskyevo pomoč, zato odide z njim. Mnogo let pozneje se, zdaj že močno postarani Jurij, s tramvajem vozi po Moskvi. Skozi okno zagleda žensko, ki je zelo podobna Lari, zato steče za njo. Med tekom ga zadane srčni infarkt. Na licu mesta se zgrudi po tleh in umre. Potem se zopet vrnemo v sedanjost, kjer Yevgraf dekletu razloži, da kljub naporu ni mogel izslediti niti Lare niti njene hčerke, ki naj bi bila plod njene ljubezni z Jurijem. Ker se dekle svojih staršev ne spominja, ji Yevgraf pusti oditi. Medtem, ko neimenovano dekle s svojim fantom odide, pa Yevgraf na njenem hrbtu zagleda znano balalajko. Takrat postane prepričan, da je končno našel svojo dolgo iskano nečakinjo.

## Zanimivosti
- Čeprav je bil film izjemno uspešen in je osvojil pet oskarjev, so bile njegove prve kritike porazne. Režiser David Lean je te kritike vzel zelo resno in se zaklel, da ne bo nikoli več posnel nobenega filma. Film pa si je z leti pridobil legendarni status in množico občudevalcev po vsem svetu. K njegovi priljubljenosti je zagotovo pripomogla legendarna in z oskarjem nagrajena glasba Mauricea Jarra. Najbolj znana melodija iz filma je Larina pesem.
- V Rusiji so film prvič dovolili predvajati šele leta 1994.
- Zimske scene so bile posnete v Španiji, zato so morali več kilometrov dolge travnike v ozadju posuti z umetnim snegom.
- Film je zaslužil več denarja kot vsi ostali filmi režiserja Davida Leana skupaj.
- Led v notranjosti zasnežene in zaledenele palače Varykino je v resnici bel vosek.
- Med snemanjem prizora, kjer neka ženska teče ob vlaku in se trudi splezati nanj, se je igralka spotaknila ter padla pod vlak. Ni bila huje poškodovana, posneti padec pa so na koncu vključili v film.
- Producent filma Carlo Ponti je odkupil pravice za snemanje filma, saj je hotel, da bi v vlogi Lare zaigrala njegova takratnja žena Sophia Loren. David Lean pa Sophie Loren ni hotel v filmu, ker je menil, da je previsoka za vlogo Lare. Laro je na koncu odigrala Julie Christie.